# Primeiro Terror Branco

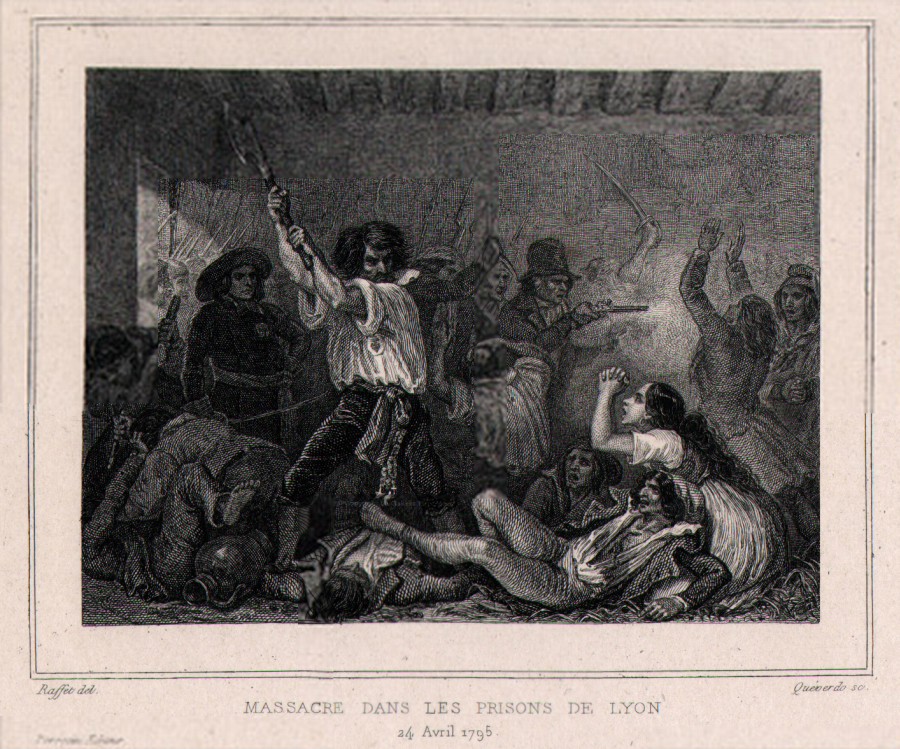
Massacre de prisioneiros jacobinos em Lião, 1795.

O Primeiro Terror Branco (Terreur Blanche) foi um período durante a Revolução Francesa ocorrido em 1795, quando uma onda de ataques violentos varreu grande parte da França. As vítimas desta violência foram pessoas identificadas como estando associadas ao Reinado do Terror - seguidores de Robespierre e Marat, e membros de clubes jacobinos locais. A violência foi perpetrada principalmente por aqueles cujos familiares ou associados foram vítimas do Grande Terror, ou cujas vidas e meios de subsistência foram ameaçados pelo governo e pelos seus apoiadores, antes da Reação Termidoriana. Apesar dos inúmeros episódios de extrema violência e revanchismo conservador, seus participantes escreveram que os atos praticados pelos integrantes daquilo que chamavam "juventude de ouro" haviam sido pacíficos. O nome deriva do laço branco usado nos chapéus dos monarquistas.
Eram compostos principalmente, em Paris, pelos Muscadins (ou "juventude de ouro") e, no campo, pelos monarquistas apoiadores dos Girondinos, aqueles que se opunham à Constituição Civil do Clero e aqueles que, por outro lado, eram à agenda política jacobina.
O Grande Terror tinha sido em grande parte um programa político organizado, baseado em leis e promulgado através de instituições oficiais como o Tribunal Revolucionário, mas o Terror Branco foi essencialmente uma série de ataques descoordenados por ativistas locais que partilhavam interesses comuns e perspectivas, mas nenhuma organização central.